# فریی‌تاون (ویرجینیا)
فریی‌تاون (به انگلیسی: Freetown) یک منطقهٔ مسکونی در ایالات متحده آمریکا است که در شهرستان البمارل، ویرجینیا واقع شده‌است.